# 3664 Anneres
3664 Anneres eller 4260 P-L är en asteroid i huvudbältet som upptäcktes den 24 september 1960 av den nederländsk-amerikanske astronomen Tom Gehrels och det nederländska astronomparet Ingrid van Houten-Groeneveld och Cornelis Johannes van Houten vid Palomarobservatoriet. Den är uppkallad efter Anna Theresia.
Asteroiden har en diameter på ungefär 9 kilometer.